# Heilig Hartkerk (Helmond)
De Heilig Hartkerk was een monumentale rooms-katholieke kerk in de Veestraat in het centrum van Helmond. De kerk werd ontworpen door de beroemde architect Pierre Cuypers en gebouwd tussen 1897 en 1899. Het was een forse neogotische kruisbasiliek met hoge vieringtoren. De toren leek sterk op de toren van de Sint-Bonifatiuskerk in Leeuwarden en was de hoogste kerktoren van de stad.

## Sloop
In 1953 kon het kerkbestuur de twee binnenstadskerken (Heilig Hart en de veertig jaar oudere Sint Lambertus van architect Theo Molkenboer), die op slechts tweehonderd meter van elkaar stonden, niet allebei meer onderhouden. Omdat de Heilig Hartkerk in slechte staat verkeerde, werd ze in 1957 gesloopt. Drie jaar eerder was al op stel en sprong de vieringtoren afgebroken. Als reden werd opgegeven dat de toren op dramatische wijze was aangetast door de boktor en op instorten stond. Veel van het interieur zoals de biechtstoelen, de doopvont en enkele glas-in-loodramen, maar ook het orgel gingen naar de nieuwe kerk. De kerkbank gingen naar de St. Petruskerk in Woensel. Het overige meubilair ging naar een missiekerk in Afrika.
Op de plek van de kerk kwam later een overdekt winkelcentrum, de huidige Elzaspassage. Vaak wordt gezegd dat op de plaats van de Heilig Hartkerk een filiaal van Vroom en Dreesmann is gekomen en dat niet de slechte gesteldheid van het kerkgebouw, maar de interesse van V&D in de grond eronder aanleiding waren tot de sloop, maar de V&D stond in werkelijkheid een stukje verderop in de Veestraat. 
Tot op de dag van vandaag wordt in Helmond het verdwijnen van de monumentale schepping van Cuypers betreurd.

## Nieuwe Heilig Hartkerk
Een nieuwe Heilig Hartkerk verrees aan de Bindersestraat 4. Deze werd ontworpen door Hendrik Willem Valk. Het was een enigszins traditionalistisch bakstenen bouwwerk, gebouwd als kruisbasiliek, met een westtoren en een lage vieringtoren boven het priesterkoor, in de traditie van de christocentrische kerken die in de jaren 30 van de 20e eeuw veel gebouwd werden.
Deze grote kerk (1200 plaatsen) werd in 1955 in gebruik genomen, maar reeds in 1982 werd ze onttrokken aan de eredienst en vrijwel direct daarna gesloopt.

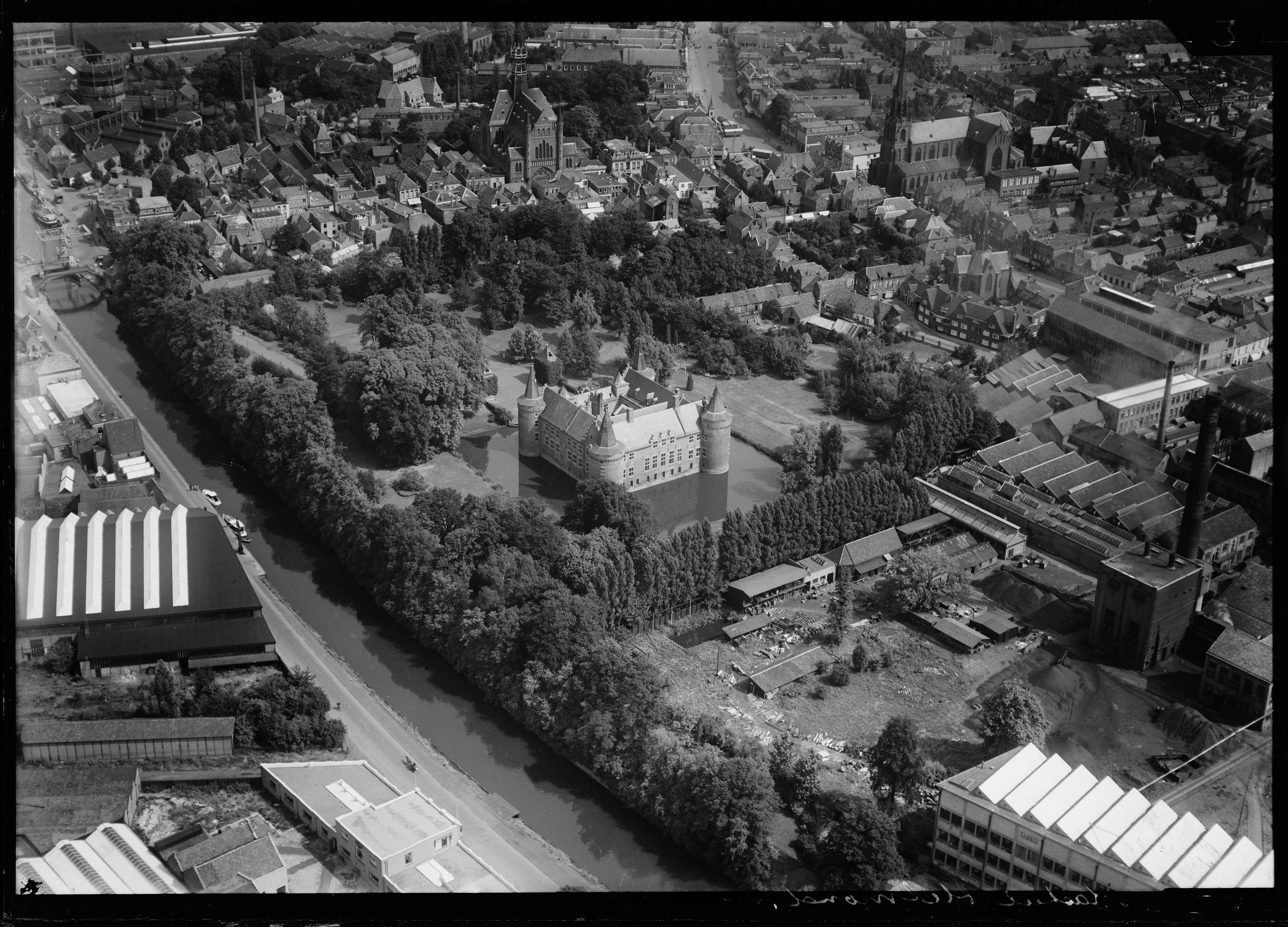
Op deze luchtfoto is de Heilig Hartkerk midden boven te zien.